# Eleonora av Preussen
Eleonora av Preussen, född 21 augusti 1583 i Königsberg (nuvarande Kaliningrad) i Hertigdömet Preussen, död 9 april 1607 i Cölln i nuvarande Berlin, var kurfurstinna av Brandenburg, gift 1603 med kurfurst Joakim Fredrik av Brandenburg i hans andra äktenskap.

## Biografi
Eleonora var fjärde dotter till hertig Albert Fredrik (1553–1618) av Preussen och Maria Eleonora av Jülich-Kleve-Berg (1550–1608), dotter till hertig Vilhelm V av Kleve.
Äktenskapet arrangerades av hennes blivande make Joakim Fredrik, som såg det som ett sätt att få inflytande i Preussen och få tillgång till arvet efter hennes sinnessjuke far, vars hertigdöme styrdes av Joakim Fredrik som administrator. Hennes äldsta syster Anna var sedan 1594 gift med Joakim Fredriks son Johan Sigismund. 
Makarnas enda gemensamma barn var Maria Eleonora (1607–1675), gift med pfalzgreve Ludvig Filip av Pfalz-Simmern. Eleonora avled i barnsäng 9 april 1607 och begravdes 26 april i Hohenzollernkryptan i Berliner Dom.